# Eudonia submarginalis
Eudonia submarginalis là một loài bướm đêm thuộc họ Crambidae. Nó được tìm thấy ở New Zealand.

## Hình ảnh

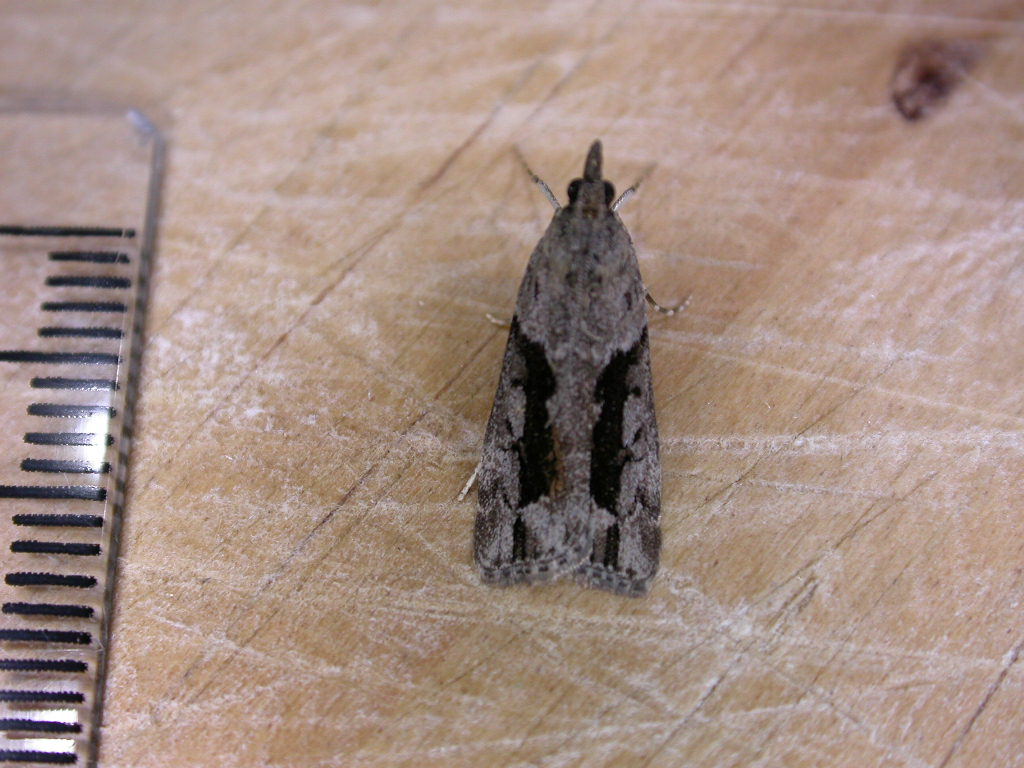
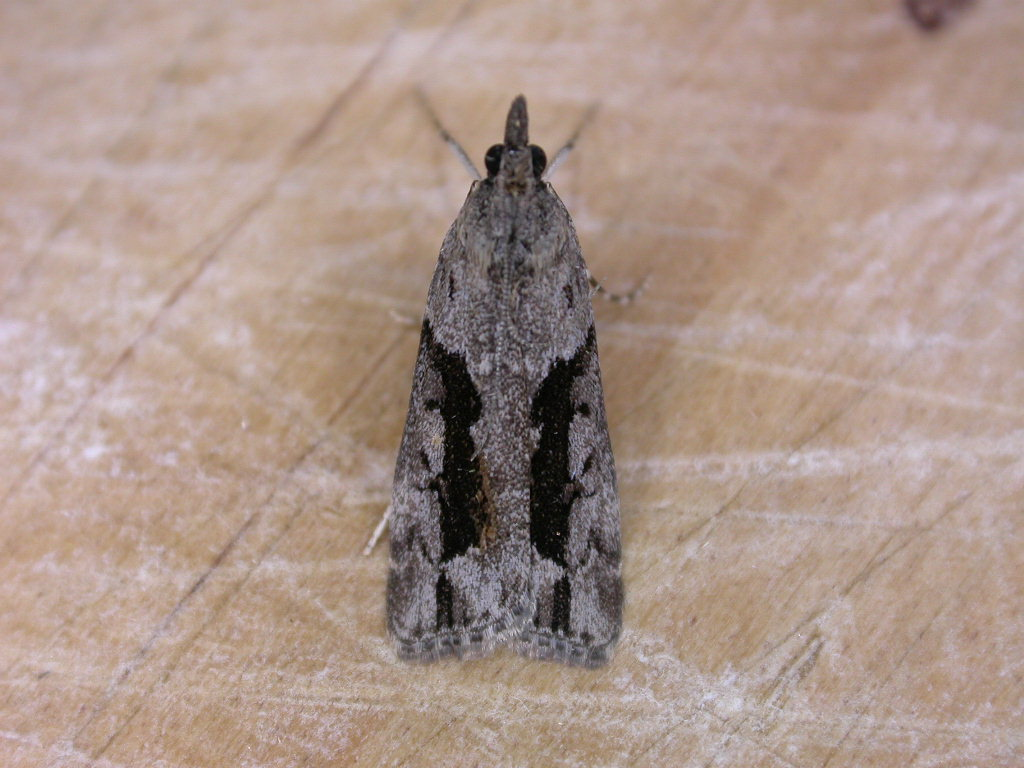
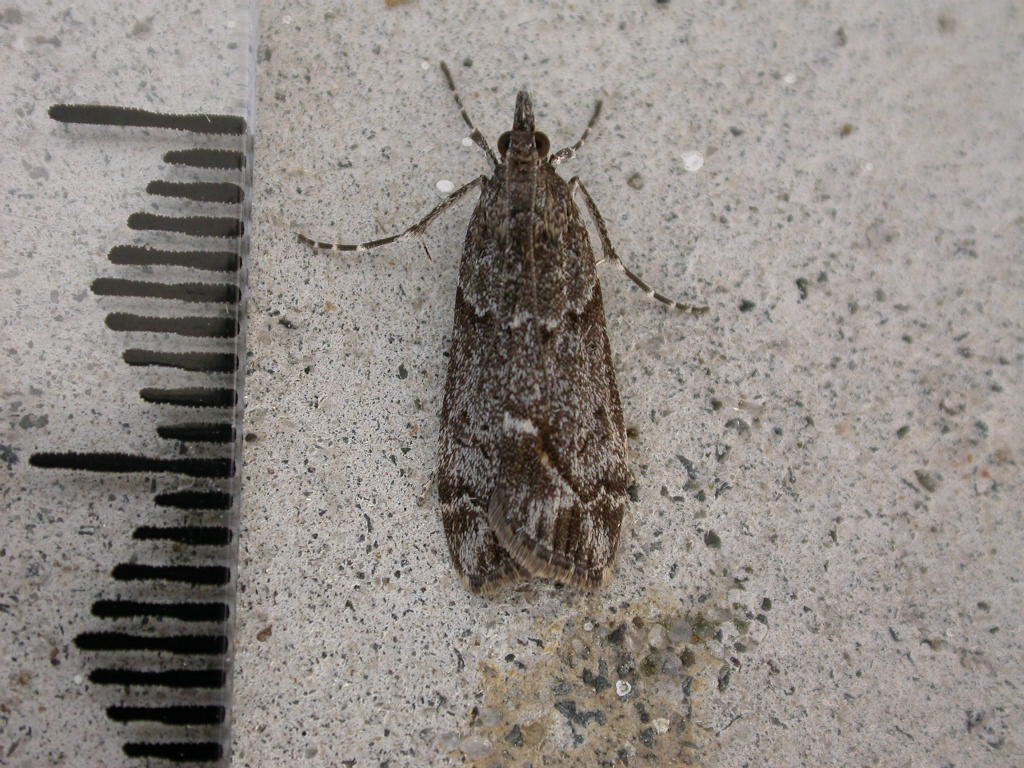